# Шпански захтев
„Шпански захтев” је југословенски ТВ филм из 1978. године. Режирао га је Славољуб Стефановић Раваси а сценарио је написао Марио Роси.

## Улоге
| Глумац                   | Улога                                           |
| ------------------------ | ----------------------------------------------- |
| Танасије Узуновић        | Фердинанд Магелан                               |
| Петар Банићевић          | Кардинал Дон Хуан Де Фонсека, бискуп од Бургоса |
| Петар Краљ               | Руј Фалеиро, астроном и картограф               |
| Миодраг Радовановић      | Хуан Де Аранда Салазар                          |
| Ђорђе Јелисић            | Адријан, кардинал Утрехта                       |
| Еуген Вербер             | Кристофер Де Харо - трговац                     |
| Милан Цаци Михаиловић    | Енрико од Малака - Магеланов слуга и преводилац |
| Светолик Никачевић       | Гијом Де Крој, васпитач краља Карла V           |
| Стојан Столе Аранђеловић | Државни канцелар Соваж                          |
| Јадранка Селец           | Девојка                                         |